# 알바 작전
알바 작전 ("해오름")은 1997년 알바니아에 파견된 다국적 평화유지군이다. 이탈리아가 이끌었으며, 알바니아 정부가 법 체계를 회복하고 1997 알바니아 반란 이후의 국가 재건을 돕는 것에 주 목적을 두었다.